# François Louis Duvillard
Pour les articles homonymes, voir Duvillard.
François Louis Duvillard, né le 18 mai 1748 à Nyon et mort le 23 août 1836 à Tannay, est un notaire et un homme politique vaudois. Gouverneur puis syndic de Tannay, il est une des figures de la Révolution vaudoise.

## Biographie

### Vie de famille
Protestant, originaire de Nyon, de Bogis-Bossey et de Tannay, il est le fils de Pierre Duvillard, marchand-tanneur. Il se marie trois fois : à Jeanne-Pernette Rochaix, à Louise Favre, puis à Albertine Marianne Bugnion.

### Carrière professionnelle
François Louis Duvillard est notaire à Nyon entre 1774 et 1833 ainsi que curial de Nyon et de Coppet avant 1798. Gouverneur de Tannay en 1786 et en 1795, il en devient le syndic de 1815 à 1832. Il y fait construire en 1806 le premier battoir à blé mécanique de Suisse,.

### Révolution vaudoise
Après la chute du gouvernement bernois, il est membre suppléant de la Chambre administrative du canton du Léman en mars 1798. Député au Grand Conseil vaudois, fraîchement créé, depuis 1803, il en démissionne en 1811. Il est membre, en parallèle, du Petit Conseil vaudois entre 1803 et 1805 et prend une part importante à l'établissement du cadastre.

## Lieux éponymes
- Tannay possède une route François-Louis Duvillard (de la place du Village à la route Suisse).